# Estação Santa Clara (Metro do Porto)

A Estação Santa Clara é parte do Metro do Porto. Está situada em Vila do Conde, junto do Mosteiro de Santa Clara e da Casa-Museu José Régio.